# 2003年愛知県議会議員選挙
2003年愛知県議会議員選挙は、2003年4月13日に執行された愛知県議会の議員を改選するための一般選挙。第15回統一地方選挙の一つとして実施された。

## 概要
県議会議員の任期4年が満了したことに伴って行われた。この選挙から「北設楽郡選挙区」（定数1）と「南設楽郡選挙区」（定数1）は統合されて「北設楽郡及び南設楽郡選挙区」（定数1）となり、定数1減の選挙となった。
59選挙区106議席に対し162人が立候補した。そのうち21選挙区で24人が無投票当選となった。投票率は43.97％で、1999年の前回選を4.7ポイント下回った。

## 基礎データ
- 選挙事由：任期満了
- 告示日：2003年4月4日
- 投票日：2003年4月13日
- 議員定数：106人
- 選挙区：59選挙区（うち21選挙区で無投票）
- 候補者数：162人（うち24人が無投票当選）

## 選挙結果
| 党派       | 計  | 新旧別 | 新旧別 | 新旧別 | 無投票 当選 |
| 党派       | 計  | 現職   | 元職   | 新人   | 無投票 当選 |
| ---------- | --- | ------ | ------ | ------ | ----------- |
| 自由民主党 | 57  | 50     | 0      | 7      | (18)        |
| 民主党     | 24  | 14     | 1      | 9      | (2)         |
| 公明党     | 7   | 5      | 0      | 2      |             |
| 日本共産党 | 0   | 0      | 0      | 0      |             |
| 無所属     | 18  | 10     | 1      | 7      | (4)         |
|            | 106 | 79     | 2      | 25     | (24)        |